# Hans Luhr
Hans Luhr (Niederkasbach am Rhein, 25 de Agosto de 1916 - KIA, 20 de Setembro de 1944) foi um piloto alemão da Luftwaffe durante a Segunda Guerra Mundial. Voou cerca de 800 missões de combate, nas quais destruiu 33 tanques inimigos.